# بويري سان مارتن
بويري سان مارتن (بالفرنسية: Boiry-Saint-Martin)‏ هي بلدية تقع في إقليم باد كاليه من منطقة نور با دو كاليه في شمال فرنسا. تبلغ مساحة هذه المدينة 3.5 (كم²)، وترتفع عن سطح البحر 80 م، يبلغ عدد سكانها 294 نسمة حسب إحصاء المعهد الوطني للإحصاء والدراسات الاقتصادية سنة 2009 م. وترأس Cyril Suquet البلدية خلال فترة (2008-2014).